# Tatiele Silveira
Tatiele dos Santos Silveira (Porto Alegre, 13 de julho de 1980) é uma treinadora de futebol e ex-futebolista brasileira, que atuou como meio-campista. Atualmente, é a treinadora do time chileno feminino do Colo-Colo.

## Carreira

### Jogadora
Quando tinha 10 anos, foi matriculada numa escolinha de futebol, mas como na época não havia uma turma feminina, a garota ingressou na turma com 20 meninos. Somente 3 anos depois ela conseguiria entrar em uma equipe feminina, quando o Internacional fez a primeira escolinha de futebol feminino em Porto Alegre.
Começou no time do Inter com 13 para 14 anos e teve suas primeiras experiências em campo nas competições de base. Com 15 anos. jogou seu primeiro campeonato brasileiro adulto, em 1997, na cidade de Taubaté.
Quando tinha 17 anos, finalizou o Ensino Médio e prestou vestibular para Educação Física.
Tatiele era conhecida como Tati durante sua época de jogadora e jogou 10 anos pelo Internacional.
Ela parou de jogar futebol profissionalmente em 2004, mas não abandonou as chuteiras, continuou jogando futsal.

### Treinadora
Depois de formada, trabalhou no sub-17 do Porto Alegre Futebol Clube, um projeto do Ronaldinho Gaúcho que tinha na cidade na época. Teve, também, uma experiência no interior do Rio Grande do Sul, em Guaíba, treinando o Canoas Futebol Clube. Posteriormente, fez um projeto no Grêmio, onde atuou por 5 anos e desenvolveu a primeira escolinha de futebol feminino do clube, treinando adolescentes de 7 a 17 anos.
Recebeu um convite para trabalhar na TetraBrazil, uma empresa que contrata treinadores brasileiros para ensinar o futebol brasileiro nos Estados Unidos e ficou três temporadas no país.
Em 2016, voltou ao Brasil para atuar como auxiliar técnica na Seleção Brasileira sub-17.
Em março de 2017, retornou ao seu antigo time, o Internacional; inicialmente no comando do sub-17, foi posteriormente nomeada treinadora do elenco principal. No mesmo ano, foi campeã gaúcha, batendo o Grêmio na final, nos pênaltis.
Tatiele comandou a equipe do Internacional por duas temporadas, 2017 e 2018, e participou da reformulação do futebol feminino do clube. Tatiele deixou o Inter em dezembro de 2018, após não ter seu contrato renovado, apesar de perder apenas uma partida em toda a temporada, na semifinal do Brasileiro A2. Em quase dois anos de trabalho na equipe gaúcha, a treinadora acumulou 34 vitórias, quatro empates e apenas duas derrotas.
Em 22 de janeiro de 2019, foi contratada pela Ferroviária. No mesmo ano, liderou as Guerreiras Grenás ao segundo título do Campeonato Brasileiro de sua história e também foi a primeira mulher a ganhar o troféu como técnica. No Prêmio Brasileirão, realizado pela CBF, foi eleita a melhor treinadora de 2019. Ainda em 2019, foi vice-campeã da Libertadores.
Em 2020, foi vice-campeã Paulista. Em 21 de dezembro de 2020, ela deixou o clube após uma reorganização na estrutura do futebol feminino.
Em 28 de junho de 2021, foi contratada pelo Santos, substituindo Christiane Lessa. Em 2021, levou a equipe ao vice-campeonato da Brasil Ladies Cup e às quartas de final do Campeonato Brasileiro. Ao conquistar vaga na semifinal do Campeonato Paulista feminino com a equipe do Santos, Tatiele se tornou a primeira mulher no comando de um time a chegar em três semifinais da competição de forma consecutiva.
Na temporada 2022, a equipe foi eliminada na primeira fase da competição nacional e, em 8 de agosto, foi demitida. Em sua passagem pelas Sereias da Vila, Tatiele esteve no comando técnico em 34 jogos, com 16 vitórias, cinco empates e 13 derrotas.
No primeiro semestre de 2023, atuou como Coordenadora do Departamento de Futebol Feminino do Vasco.
Em julho de 2023, se mudou para o Chile e assinou com o Colo-Colo. Em alguns meses no Chile, conquistou o título do Campeonato Chileno. Ela se tornou a primeira treinadora mulher do Colo-Colo a levantar a taça do torneio nacional. No mesmo ano, o time chileno também voltou a disputar a Libertadores após três anos, mas foi eliminado nas quartas de final pelo Internacional.
Em julho de 2024, renovou seu contrato com o clube por mais dois anos. Ao final deste ano, conquistou novamente o Campeonato Chileno Feminino, levando o Colo-Colo ao tricampeonato chileno.

## Títulos

### Treinadora
Internacional
- Campeonato Gaúcho: 2017

Ferroviária
- Campeonato Brasileiro de Futebol Feminino - Série A1: 2019

Colo-Colo
- Campeonato Chileno: 2023, 2024

Individuais
- Melhor Treinador(a) do Campeonato Brasileiro: 2019